# Rawajati
Rawajati is een plaats (wijk) - (kelurahan) in het bestuurlijke gebied Pancoran, Jakarta Selatan (Zuid-Jakarta) in de provincie Jakarta, Indonesië. De plaatsp telt 17.460 inwoners (volkstelling 2010).